# Reilhac (Lot)
Reilhac is een gemeente in het Franse departement Lot (regio Occitanie) en telt 143 inwoners (1999). De plaats maakt deel uit van het arrondissement Figeac.

## Geografie
De oppervlakte van Reilhac bedraagt 12,8 km², de bevolkingsdichtheid is 11,2 inwoners per km².
De onderstaande kaart toont de ligging van Reilhac (Lot) met de belangrijkste infrastructuur en aangrenzende gemeenten.

## Demografie
Onderstaande figuur toont het verloop van het inwonertal (bron: INSEE-tellingen).